# Denis Pelletier
Pour les articles homonymes, voir Pelletier.
Pour l'actrice, voir Denise Pelletier.
Denis Pelletier est un historien français né en 1958.

## Biographie
Né à Paris le 15 mars 1958, Denis Pelletier s'engage dans des études d'histoire à l'université de Nanterre. Il obtient l'agrégation d'histoire en 1983. Il est d'abord affecté dans l'enseignement secondaire, successivement à Reims, dans les Ardennes et au Havre.
Après avoir soutenu une thèse de doctorat en 1992, il est élu l'année suivante maître de conférences à l'université Lyon-II. Ayant obtenu l'habilitation à diriger des recherches en 2000, il passe professeur en 2001.
En 2005, il succède à Claude Langlois sur la chaire d'histoire et de sociologie du catholicisme contemporain à l'École pratique des hautes études.
D'abord directeur de la section des sciences religieuses ainsi que de l'école doctorale de l'EPHE, il est élu en 2011 président de l'institution, pour un mandat devant durer en principe cinq ans, mais il choisit de démissionner trois ans avant ce terme, sur fond de « tensions ».
En 2013, il est fait chevalier de la Légion d'honneur.
En 2023, il est partie prenante de la Commission indépendante et interdisciplinaire d'enquête sur les Foyers de charité, chargée de faire la lumière sur les abus sexuels commis au sein de la communauté ; la Commission se disperse cependant dès l'année suivante, sans avoir pu mener à terme ses travaux.
Il dirige la rédaction d'Archives de sciences sociales des religions,[Depuis quand ?].

## Production intellectuelle
Il s'est surtout intéressé à la réception du concile Vatican-II en France, ainsi qu'à ce qu'il appelle la « crise catholique ». Il a approfondi ses thèmes au travers de multiples publications, notamment des ouvrages.
Économie et Humanisme : de l'utopie communautaire au combat pour le tiers-monde : 1941-1966, version publiée en 1996 de sa thèse de doctorat, « éclaire » selon René Rémond « tout un pan de notre récente histoire intellectuelle et religieuse » en évoquant l'histoire institutionnelle et intellectuelle de Louis-Joseph Lebret et du groupe antilibéral et tiers-mondiste qu'il a fondé. Pour Daniel Hémery, c'est là un « ouvrage de référence, quasi exhaustif ».
C'est dès l'année suivante qu'il fait paraître Les Catholiques en France depuis 1815, qui propose une brève synthèse sur ce sujet où Annette Becker s'étonne de « trouver tant d'informations en si peu de pages » ; le livre comporte une bibliographie à jour et une anthologie comprenant quelques textes, le tout servi par un style jugé « élégant et distancié ». Becker regrette toutefois l'absence d'illustrations.
En 2002, dans La Crise catholique : religion, société et politique en France (1965-1978),,, issu de son mémoire d'habilitation, il introduit ce concept qui tend à indiquer que les problèmes que se pose l'Église catholique s'insèrent au sein d'une crise générale de la société après Mai 68. Ce titre « bref et dense », se consacre principalement à l'histoire des idées et s'appuie sur « la démarche des autres sciences sociales » ; il se singularise en ne recourant qu'à une documentation publiée, faisant l'économie des témoignages et des archives.
Les Catholiques en France de 1789 à nos jours (2019) se présente comme une actualisation de son ouvrage de 1997,,. Comme le remarque Yvon Tranvouez, il s'oppose implicitement à la thèse de Guillaume Cuchet suivant lequel c'est le concile Vatican-II qui aurait précipité la crise du catholicisme contemporain.

## Ouvrages
- Économie et Humanisme : de l'utopie communautaire au combat pour le tiers-monde : 1941-1966, Paris, Le Cerf, 1996  (ISBN 2-204-05302-3)  — version remaniée de sa thèse de doctorat.
- Les Catholiques en France depuis 1815, Paris, La Découverte, 1997  (ISBN 2-7071-2721-3).
- Dir. avec Isabelle von Bueltzingsloewen, La Charité en pratique : chrétiens français et allemands sur le terrain social (XIXe-XXe siècles), Presses universitaires de Strasbourg, 1999  (ISBN 2-86820-023-0).
- La Crise catholique : religion, société et politique en France (1965-1978), Paris, Payot, 2002  (ISBN 2-228-89504-0)  — version remaniée de son mémoire d'habilitation à diriger des recherches ; réédité en 2005.
- Dir. avec Bruno Duriez, Étienne Fouilloux et Nathalie Viet-Depaule, Les Catholiques dans la République (1905-2005), Paris, L'Atelier, 2005  (ISBN 2-7082-3820-5).
- Dir. avec Jean-Louis Schlegel, À la gauche du Christ : les chrétiens de gauche en France de 1945 à nos jours, Paris, Le Seuil, 2012  (ISBN 978-2-02-104408-9)  — réédité en 2015.
- Les Catholiques en France de 1789 à nos jours, Paris, Albin Michel, 2019  (ISBN 978-2-226-43933-8).
- Dir. avec Benoît Pellistrandi (préf. André Vingt-Trois), Jean-Marie Lustiger : entre crises et recompositions catholiques (1954-2007), Presses universitaires de Rennes, 2022  (ISBN 978-2-7535-8597-3).
- Dir. avec Florian Michel, Pour une histoire sociale et culturelle de la théologie : autour de Claude Langlois, Turnhout, Brepols, 2023  (ISBN 978-2-503-60628-6).